# ادگار دووال

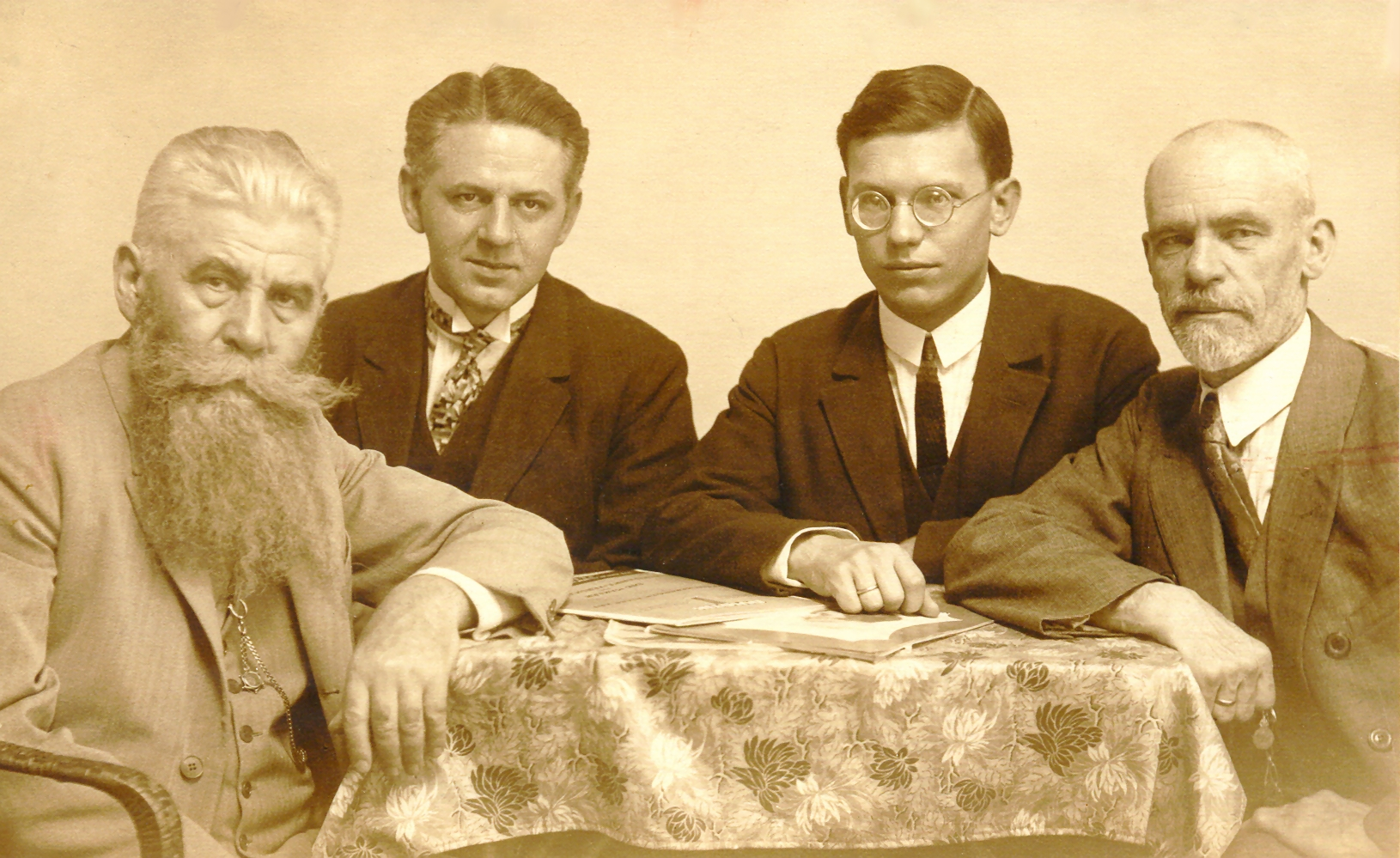
ادگار دووال (نفر اول، راست تصویر) - ۱۹۲۷

ادگار دووال (زاده ۲۳ آگوست ۱۸۶۷ در شهر پروومایسک استان میکولائیف کشور اوکراین امروزی - درگذشته ۹ مارس ۱۹۴۸ در شهر تالین کشور استونی) معلم و سازنده زبان غربی و قانون دووال بود. او استونی‌تبار از ریشه مردمان آلمانی-بالتیکی بود که تحصیلاتش را در شهر سن پترزبورگ به پایان رساند و بیشتر دوران زندگی اش را در شهر تالین گذراند.
او در ابتدا پیرو زبان ولاپوک بود. سپس به اولین کاربران زبان اسپرانتو تبدیل شد و نکات و نصیحت‌هایی را دربارهٔ بعضی مشکلات دستورزبانی و واژه‌نامه‌ای به لودویک زامنهوف گوشزد کرد. بعد از گذشت چند سال، زبان اسپرانتو را ترک کرد و در همان سال‌ها تلاش خود را برای حل مشکلات زبان میانجی جهانی و ساخت یک زبان میانجی ایده‌آل جهانی آغاز کرد.
او در سال ۱۹۲۲ مقاله‌ای به نام «کلیدی برای زبانی نو، زبان غربی» منتشر کرد و سپس اولین نوشته‌ها به زبان غربی را با عنوان (به انگلیسی: Kosmoglott) منتشر ساخت. در همین سال‌ها، او در بحث‌ها و گفتگوها دربارهٔ زبان غربی شرکت می‌کرد و اجازه می‌داد که زبان غربی، براساس توصیه کاربرانش به صورت تدریجی رشد کند.
با شروع جنگ جهانی دوم، او به صورت نوبتی با اعضای اصلی جنبش زبان‌غربی‌نگر، که در کشور سوئیس شکل گرفته‌بود، در ارتباط بود. او سپس عضو کمیته مشاوران زبانی سازمان زبان میانجی جهانی شد، که این سازمان بعدها زبان اینترلینگوا را در سال ۱۹۵۱ تولید و منتشر کرد.
او آخرین سال‌های عمرش را در آسایشگاهی در شهر تالین گذراند و در سال ۱۹۴۸ درگذشت.